# Đêm đông
Đêm đông là sáng tác nổi tiếng nhất của nhạc sĩ Nguyễn Văn Thương trong thời kỳ trước Cách mạng tháng Tám.

## Hoàn cảnh sáng tác
Về xuất xứ của Đêm đông, nhạc sĩ Nguyễn Văn Thương từng chia sẻ: Vào dịp Tết năm 1939 (thời gian này ông đang theo học tại Trường Thăng Long - Hà Nội), do không có tiền nên ông không thể về quê ăn Tết với gia đình. Lần đầu tiên phải ăn Tết xa nhà, ông rất buồn. Năm ấy, Hà Nội rất rét. Để chống lạnh, có bao quần áo, ông "nhồi" tất vào người. Như bản năng, ông cứ thế rời phòng trọ lững thững đi về phía Ga Hàng Cỏ, và nhớ ra là mình không có vé tàu.
Nhạc sĩ Nguyễn Văn Thương kể lại: "Khi tàu chuyển bánh, tôi cũng theo tàu đi về phương Nam, dọc theo đường Nam Bộ bây giờ. Tiếng còi tàu mỗi lúc một xa càng làm tăng thêm nỗi nhớ nhà da diết! Đến chỗ chắn tàu ở phố Khâm Thiên, tôi chợt nảy ra ý định đi tìm những người cùng cảnh ngộ với mình trong đêm nay. Phố Khâm Thiên hồi ấy có nhiều nhà hát ả đào. Tôi muốn xem trong đêm giao thừa này, có người nào không ở nhà với gia đình mà đi hát. Hoặc ca nhi nào, vì kế sinh nhai mà phải ở lại hành nghề không?
Đêm ấy, có hai nhà còn để đèn ngoài cổng để chờ khách. Tôi đi qua nhà đầu tiên. Cửa mở, nhưng không có người ra. Đến nhà thứ hai thì có một ca nhi đi ra mở cửa. Nhưng khi nhìn thấy một cậu thanh niên, tuổi vừa đôi mươi, ăn mặc lôi thôi thì cô ta đã thất vọng. Khi quay trở vào, cô không quên soi mình trong tấm gương treo cạnh cửa, và đưa cánh tay trần vuốt nhẹ lên mái tóc. Tôi còn đi lang thang mãi trên nhiều đường phố Hà Nội tối hôm đó - cho đến khuya, khi thấy các bà mang hương, đèn ra cúng trước thềm nhà tôi mới quay về căn gác trọ số 10 ngõ Hội Vũ. Lên giường nằm, nhưng nỗi nhớ nhà và cảm giác cô đơn nơi đất khách khiến tôi không tài nào ngủ được. Và nảy ra ý định sáng tác một bài hát để nói lên cảm xúc và suy nghĩ của mình trong đêm giao thừa đầu tiên phải xa nhà.
Tôi đã đưa vào ca khúc hình ảnh thực tế đã đập vào mắt tôi lúc đi qua phố Khâm Thiên. Đó là người ca nhi đối gương ôm sầu riêng bóng. Còn Thi nhân lắng nghe tâm hồn tương tư hoặc Cô lữ đêm đông không nhà là hình ảnh của bản thân mình - còn chinh phu, chinh phụ là những hình ảnh mượn từ trong Tiểu thuyết Thứ Bảy của Tự Lực văn đoàn rất thịnh hành lúc bấy giờ, chứ ta có đi chinh phục ai đâu mà có chinh phu để nói!"
Đêm hôm ấy, bài hát mới chỉ chốt lại ở việc khổ nào cũng bắt đầu bằng điệp khúc Đêm đông, trừ câu kết thì đổi thành Có ai.... Sau một thời gian, Nguyễn Văn Thương và một học trò theo học guitar với ông tên là Kim Minh cùng trau chuốt lại lời ca, bài hát kể như mới chính thức hoàn thành.

## Nội dung
- Đoạn đầu miêu tả quang cảnh hiu quạnh, cô đơn của người lữ khách - tác giả - trong đêm đông.

Chiều chưa đi màn đêm rơi xuống.
Đâu đấy buông lững lờ tiếng chuông.
Đôi cánh chim bâng khuâng rã rời.
Cùng mây xám về ngang lưng trời.
Thời gian như ngừng trong tê tái.
Cây trút lá cuốn theo chiều mây.
Mưa giăng mắc nhớ nhung, tiêu điều.
Sương thướt tha bay, ôi đìu hiu!
- Đoạn sau thể hiện cảm xúc và suy nghĩ của tác giả, gồm hai lần điệp khúc.

Đoạn điệp khúc thứ nhất thể hiện niềm thương cảm tới những số phận giống bản thân tác giả trong đêm đông: ca nhi, thi nhân, chinh phu, chinh phụ.
Đêm đông, xa trông cố hương buồn lòng chinh phu.
Đêm đông, bên song ngẩn ngơ kìa ai mong chồng.
Đêm đông, thi nhân lắng nghe tâm hồn tương tư.
Đêm đông, ca nhi đối gương ôm sầu riêng bóng.
Sau điệp khúc là sáu câu tả về gió được coi là hay nhất:
Gió nghiêng, chiều say,
Gió lay ngàn cây,
Gió nâng thuyền mây.
Gió reo sầu miên,
Gió đau niềm riêng,
Gió than triền miên.
Đoạn điệp khúc và kết thúc bài thể hiện cảm xúc thương chính bản thân mình và ước mong của tác giả trong đêm đông:
 Đêm đông, ôi ta nhớ nhung đường về xa xa.
 Đêm đông, ta mơ giấc mơ gia đình, yêu đương
 Đêm đông, ta lê bước chân phong trần tha phương.
 Có ai thấu tình cô lữ, đêm đông không nhà.

## Đánh giá
Rất nhiều người nghe hầu như đã thuộc lòng Đêm đông, và nếu nói về thời tiết thì không phải mùa đông nào cũng có nhiều gió, nhưng đặc biệt trong "Đêm đông" lại có rất nhiều gió và chính gió đã làm nhạc phẩm Đêm đông bất hủ với thời gian.
Trước đây, căn cứ vào giai điệu của bài hát, cũng như vào câu Đâu đấy buông lững lờ tiếng chuông mà có ý kiến cho rằng, bài hát được sáng tác theo chiều hướng phục vụ nhà thờ Công giáo. Nhưng theo trả lời của nhạc sĩ Nguyễn Văn Thương, trích từ lá thư viết ngày 4/11/1997 của ông thì:  "Đâu đấy buông lững lờ tiếng chuông". Tiếng chuông buông lững lờ, chỉ có thể là tiếng chuông chùa. Nhưng không cứ gì tôi phải đi ngang qua một ngôi chùa, mà chỉ cần nghe tiếng chuông; thường những người tu tại gia, khi niệm kinh buổi chiều, vẫn thỉnh thoảng gõ chuông từ một gác thờ nào đó. Vì tôi đi từ nhà ra Ga Hàng Cỏ, qua phố Khâm Thiên rồi đi lang thang khắp các nẻo đường trước khi trở về gác trọ thì có thể nghe được nhiều lần tiếng chuông ấy lững lờ buông. Còn nếu tiếng chuông nhà thờ thì phải dùng chữ chuông đổ, chứ không thể dùng buông lững lờ được.

## Ca sĩ và phong cách thể hiện
Ca khúc Đêm đông từng được rất nhiều thế hệ ca sĩ thể hiện, từ Ngọc Bảo, Bạch Yến, Lệ Thu,  Lê Dung tới Cẩm Vân, Đàm Vĩnh Hưng...
Trước năm 1975, người ta thường nhắc tới 3 bản thu thành công nhất của ca khúc Đêm Đông, ứng với 3 ca sĩ: Thanh Thuý, Lệ Thu và Bạch Yến. Trong đó ca sĩ Bạch Yến có công lớn trong việc đổi mới phong cách thể hiện bài hát này.
Theo lời nhạc sĩ Nguyễn Văn Thương, lúc bài hát ra đời chỉ mới có các nhịp điệu như Foxtrot, Valse, Tango,... mãi sau năm 1950 mới có Slow Rock. Lúc ban đầu Đêm đông mang giai điệu Tango. Chính ca sĩ Bạch Yến đã đổi Đêm đông từ Tango sang Slow Rock. Trong thư của nhạc sĩ Nguyễn Văn Thương kể về việc lần đầu tiên ông gặp ca sĩ Bạch Yến tại Pháp năm 1982, ông viết: Tôi muốn nói là cám ơn Bạch Yến rất nhiều về sự đóng góp đầy ý nghĩa trong cách thể hiện tác phẩm của tôi. Và cũng đã từ lâu, sau khi nghe băng của Bạch Yến hát, tôi đã bỏ chữ "Tango" để thay vào đó là "Slow Rock".